# Кіріно Нацуо
Кіріно Нацуо (яп. 桐 野 夏 生) — 7 жовтня 1951 року народження, м. Канадзава, префектура Ісікава) — одна з провідних сучасних японських письменниць, також відома під псевдонімом Маріко Хасіока.

## Біографія
Кіріно Нацуо — середня з трьох дітей. У неї є два брати — один старший за неї на 6 років, другий — на 5 років — молодший. З батьком-архітектором об'їздила багато японських міста. З 14 років Кіріно живе в Токіо. У 1975 році одружилась, в 1981 році народила доньку.
У 1974 році отримала диплом юриста в університеті Сейкей У пошуках свого покликання, Кіріно змінила кілька сфер діяльності. Зокрема, працювала в кінотеатрі, відвідувала курси сценаристів. Лише, після досягнення 30 років, серйозно задумалася про кар'єру письменника.

## Літературна кар'єра
Літературний дебют Кіріно відбувся в 1984 році, коли вона опублікувала перші романи про кохання. Однак романи, написані в цьому жанрі, не були популярні в Японії, тому вона не могла заробити собі на життя їх виданням і також не відчувала бажання продовжувати писати. Вирішивши зосередитися на психологічних аспектах злочинів, на початку 1990-х Кіріно видає перші детективні романи. Вона є автором кількох збірок оповідань і ряду романів та стала одним з найпопулярніших сучасних японських письменників.
Широку популярність їй приніс опублікований в 1997 році роман роман «Аут», який отримав премію Асоціації японських авторів детективів і став фіналістом (англійський переклад премії імені Едгара Аллана По (2004 роки). Також Кіріно лауреат премії Едогава Рампа(1993 рік), яку отримала за свій дебют як автор детектива — роман Kao ni Furikakaru Ame («Дощ, що капає на моє обличчя»), і призу Наокі за роман Yawarakana hoho («Ніжні щічки»).